# Тејтум (Њу Мексико)
Тејтум (енгл. Tatum) град је у америчкој савезној држави Њу Мексико.

## Демографија
По попису из 2010. године број становника је 798, што је 115 (16,8%) становника више него 2000. године.
| Група             | 2000.       | 2010.       |
| Белци             | 407 (59,6%) | 417 (52,3%) |
| Афроамериканци    | 7 (1,0%)    | 11 (1,4%)   |
| Азијати           | 0 (0,0%)    | 7 (0,9%)    |
| Хиспаноамериканци | 255 (37,3%) | 353 (44,2%) |
| Укупно            | 683         | 798         |